# Ma petite France
Ma petite France, sous-titré Chronique d'une ville ordinaire sous l'Occupation, est un récit de Pierre Péan publié en 2017.

## Résumé
En septembre 1939, Sablé-sur-Sarthe compte 6 000 habitants et accueille 2 800 réfugiés du Nord-Est, dont 800 enfants. Alice et Eugène, les parents de Péan, tiennent dans cette ville un lieu de discussions informelles, un salon de coiffure. Pierre Péan, né en 1938 à Sablé-sur-Sarthe, revient sur le lieu de son enfance, notamment pendant l'occupation allemande,,.
En 1929, Raphaël Élizé, Martiniquais, y est l'un des premiers maires noir de métropole. Il continue pour un deuxième mandat en 1935. Il est vétérinaire. En 1935 également, la SAE (Société alsacienne d'explosifs) s'installe à 14 km.  Fernand Lemaire, l'adjoint du maire, s'occupe de ce dossier. En mai 1940, Sablé accueille des réfugiés du Benelux. Paris est investi le 14 juin et des Saboliens fuient leur ville que les SS prennent le 19. Des prisonniers travaillent à la gare, dans les fermes… Raphaël Élizé revient mais les SS l'empêchent de redevenir maire. Les Juifs sont recensés dès le 2 octobre. Le 16 février 1943, le maire, les commissaires et le garde-champêtre prêtent serment à Pétain. En 1943, quatre équipes de dix hommes forment un groupe de l'Armée secrète. Plusieurs personnalités locales ont un comportement complexe, ambivalent, entre la résistance et la collaboration. Sablé est libéré le 8 août 1944. Le FFI tue un collabo et tond une quinzaine de femmes. Charles de Gaulle passe le 22,,,.